# Konfigurátor
Konfigurátor nebo konfigurátory jsou převážně webové aplikace, kde si zákazníci mohou vybrat zboží, nebo službu podle svého přání a požadavků. Slovo konfigurace znamená „seskupení, uspořádání“, anglické slovo configuring pak znamená „nastavování“.

## Účel konfigurátoru
Konfigurátor je tedy jednoduchý program, který slouží k „nastavování seskupení/uspořádání“. Konfigurátoru nejčastěji zákazník využije, když má na určitý produkt nebo službu předem stanovený rozpočet. Potom si sám podle svých priorit může vybrat uspořádání produktu, nebo služby.

## Rozdělení konfigurátorů
Konfigurátory se mohou rozdělit do dvou základních kategorií:
- konfigurátory produktů
- konfigurátory služeb.

Různých konfigurátorů je možno nalézt velké množství. Nejčastější jsou konfigurátory automobilů, tedy konfigurátory produktů.

## Příklady konfigurátorů

### Příklady konfigurátorů produktů
1. Příklad jednoduchého a přehledného konfigurátoru aut Škoda Archivováno 12. 11. 2013 na Wayback Machine.
2. Příklad propracovanějšího konfigurátoru aut BMW
3. Použití konfigurátoru ve stavitelství

### Příklady konfigurátorů služeb
1. Příklad konfigurování programů satelitní televize
2. Zajímavý způsob využití konfigurátoru ve fotografických službách
3. Příklad konfigurátoru zájezdů